# フランツ・ザッハー

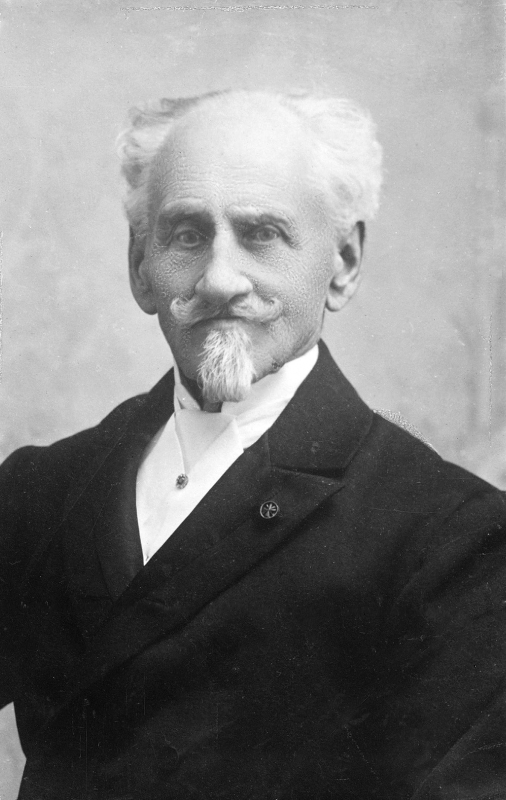
フランツ・ザッハー

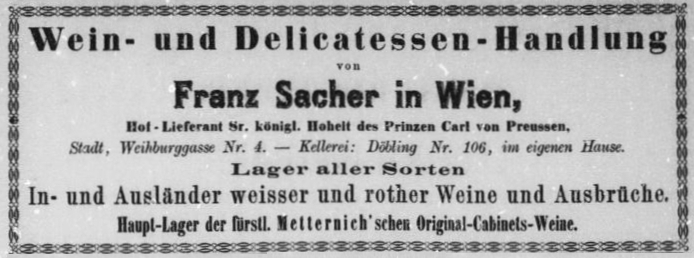
1865年に出された広告

フランツ・ザッハー（独: Franz Sacher、1816年12月19日 – 1907年3月11日）は、オーストリアの料理人。世界的に有名な菓子、ザッハトルテを開発したことで知られる。

## 生涯
1816年12月19日にオーストリア帝国、ウィーンに生まれた。1832年、クレメンス・フォン・メッテルニヒに料理人として仕えていたザッハーは、ある日メッテルニヒから「私と貴族の客人のために特別な菓子を作れ」と依頼された。「今夜私に恥をかかせることの無いように」と言われたが生憎その時シェフが病を患ってしまっていたため、急遽見習い2年目でまだ16歳であったザッハーがシェフの職を引き受けた。この時にザッハトルテが誕生した。
料理修行を終えたザッハーはプレスブルクに移り住んだ。プレスブルクでレストランの料理長に就いたザッハーは、ブダペストで同系列のレストランで独立。さらにはドナウ川のウィーン・ブダペスト間の蒸気船シェフにも就いた。1848年、ウィーンに帰ったザッハーはヴァイブルクガッセにデリカテッセンを売る店を開店。そこでフランツ・ザッハーのチョコレートトルテ (Schokoladetorte des Franz Sacher)としてザッハトルテを販売、大好評となった。1865年12月5日、レオポルトシュタットアスペルンガッセ(Asperngasse)2番地のグラン・ホテル・ドゥ・ルーロップ(Grand Hôtel de l’Europe)へ就き、1871年退職した。
ザッハーは1881年に家族とバーデン・バイ・ウィーンへ移り住み、1907年3月11日に死去した。彼はバーデンのヘレーネンタール墓地に家族とともに埋葬されている。

## 家族
以下はフランツ・ザッハーと妻ローザ・ザッハーの息子である。
- エドゥアルト・ザッハー（ドイツ語版） (1843年 – 1892年):皇室御用達洋菓子店デメルでザッハトルテを販売し、1876年にホテル・ザッハーを開業。
- カール・ザッハー (1849年–1929年):バーデン・バイ・ウィーンのヘレーネンタール[6]にフランツ・ザッハーが建てたホテル[7]の運営を引き継ぐ。ザッハトルテが大好物だったオーストリア＝ハンガリー帝国皇帝フランツ・ヨーゼフ1世妃エリーザベトがよく訪れた。